# Toussaint de Lambert

Armes de la famille de Lambert des Granges

Toussaint de Lambert, né à Toulon le 2 novembre 1740 et mort en émigration, probablement à Majorque le 1er juillet 1799, est un officier de marine français. Lieutenant de vaisseau dans la Marine royale au début de la guerre d'indépendance des États-Unis.

## Carrière dans la Marine royale
Il entre dans une compagnie de gardes de la Marine en 1755 à Toulon, il sera sous-brigadier des gardes (1757), chef de brigade et enseigne de vaisseau (1761), brigadier des gardes- marine (1764) capitaine-lieutenant au 1er bataillon du régiment de Toulon (1772), capitaine de fusiliers (1775), capitaine de vaisseau (1778). Retiré pour raison de santé avec commission de capitaine de vaisseau (1785). Chevalier de Saint-Louis (08-12-1781). Admis en 1784 dans la branche française de la Société des Cincinnati. Il n'eut pas de postérité de son mariage avec Mademoiselle Rimbaud, fille de Henri Rimbaud et de Anne Court.
Il sert notamment lors de la guerre d'indépendance des États-Unis, comme officier en second sur la Provence dans l'escadre du comte d'Estaing et prend part aux affaires de Rhode Island, au combat du 11 août 1778, du 6 juillet 1779 et au siège de Savannah. 

## Sources et bibliographie
- Armorial des Cincinnati de France, Paris, Contrepoint, 1980, in-4, 363 p.
- Eudelin de Jonville, Quelques notions sur l'Île de Ceylan, Présentation de Marie-Hélène Estève & Philippe Fabry, Gingko éditeur, Montreuil, 2012, 242 p.
- État militaire de la France pour l'année 1789, 30e édition. Maison du Roi.